# 터보 서브
터보 서브(Turbo Sub)는 엔터테인먼트 사이언스(Entertainment Sciences)가 1985년에 아케이드에서 출시한 1인칭 슈팅 게임이다. 외계인이 행성을 공격했고 플레이어는 잠수정을 이용해 바다 밑에서 외계인과 싸운다. 아케이드 원작이 나온 지 6년 후, 아타리 코퍼레이션은 2인용 모드를 추가하는 아타리 링크스 버전을 출시했다.

## 개발
엔터테인먼트 사이언스가 바운서(Bouncer)와 터보 서브를 만들었다. 홍보 전단지에 따르면 터보 서브에는 400개 이상의 이미지가 포함되어 있다.

## 출시
링크스용 버전은 NuFX에 의해 개발되었으며 1991년 아타리 코퍼레이션에 의해 출판되었다. 매뉴얼에는 28세기에 지구에서 일어난 외계인 충돌이 명시되어 있다.